# Min vänstra fot
Min vänstra fot är en irländsk/brittisk biografisk dramafilm från 1989 i regi Jim Sheridan. Filmen är baserad på Christy Browns liv, en irländare som föddes med cerebral pares och som målade och skrev med sin vänsterfot.
1999 placerade British Film Institute filmen på 53:e plats på sin lista över de 100 bästa brittiska filmerna genom tiderna. 

## Om filmen
Filmen hade svensk premiär på Lilla Kvarn i Stockholm den 30 mars 1990.

## Rollista i urval
- Daniel Day-Lewis – Christy Brown
- Brenda Fricker – Bridget Brown
- Ray McAnally – Paddy Brown
- Fiona Shaw – Dr. Eileen Cole
- Hugh O'Conor – Christy Brown som barn
- Kirsten Sheridan – Sharon Brown
- Alison Whelan – Sheila Brown
- Eanna MacLiam – Benny Brown
- Declan Croghan – Tom Brown
- Marie Conremme – Sadie Brown
- Cyril Cusack – Lord Castlewelland
- Adrian Dunbar – Peter
- Phelim Drew – Brian
- Ruth McCabe – Mary Carr